# Пам'ятник Миколаю Копернику (Чикаго)
Пам'ятник Миколаю Копернику розташований у музейній парковій зоні Північного острова в Чикаго між Планетарієм Адлера та Філдівським музеєм природної історії.
Відкритий 14 жовтня 1973 року, на честь 500-річчя від дня народження Миколая Коперника.
Є копією роботи Броніславом Конюші з оригінального пам'ятника Миколаю Копернику у Варшаві роботи Бертеля Торвальдсена, створеного 1830 року. Фонд Коперника у Чикаго зібрав 150 000 доларів на копію оригінального варшавського пам'ятника Миколі Копернику.
Бронзова скульптура зображує астронома, що сидить і тримає армілярну сферу в лівій руці і циркуль у правій.